# Day of the Dreamer
Day of the Dreamer es un álbum en vivo del grupo inglés de rock progresivo Renaissance, editado en el año 2000.
Este trabajo recopila varias presentaciones que la formación clásica del grupo dio en los años setenta.
El disco incluye varias canciones que no habían sido publicadas anteriormente en vivo como "Back Home Once Again" o "Song for All Seasons".

## Lista de canciones
1. "Can You Hear Me" (13:59)
2. "Carpet of the Sun" (3:51)
3. "Day of the Dreamer" (10:10)
4. "Back Home Once Again" (4:07)
5. "Can You Understand / The Vultures Fly High" (5:29)
6. "Song for All Seasons" (11:09)
7. "Prologue" (7:37)
8. "Ocean Gypsy" (7:44)
9. "Running Hard" (9:35)

## Integrantes
- Annie Haslam - voz
- Michael Dunford - guitarra acústica
- John Tout - teclados
- Jon Camp - bajo
- Terence Sullivan - batería, percusiones

Letras:
- Betty Thatcher